# Ходовицька сільська рада
Ходовицька сільська рада — орган місцевого самоврядування у Стрийському районі Львівської області. Адміністративний центр — село Ходовичі.

## Загальні відомості
Водоймища на території, підпорядкованій даній раді: річка Стрий.

## Населені пункти
Сільській раді підпорядковані населені пункти:
- с. Ходовичі
- с. Піщани

## Склад ради
Рада складається з 16 депутатів та голови.

### Керівний склад попередніх скликань
| ПІБ                          | Основні відомості                                                               | Дата обрання | Дата звільнення |
| ---------------------------- | ------------------------------------------------------------------------------- | ------------ | --------------- |
| Лялька Володимир Миколайович | Сільський голова, 1962 року народження, освіта середня спеціальна, безпартійний | 26.03.2006   | 31.10.2010      |
| Лялька Володимир Миколайович | Сільський голова, 1962 року народження, освіта середня спеціальна, безпартійний | 31.10.2010   |                 |

Примітка: таблиця складена за даними джерела